# Udea ommatias
Udea ommatias là một loài bướm đêm thuộc họ Crambidae. Nó là loài đặc hữu của Kauai, Oahu và Molokai.
Ấu trùng ăn Dubautia laxa và Dubautia plantaginea. 